# Época estadística
Época estadística es un concepto utilizado por la demografía y por otras ciencias sociales que alude, según los territorios, al periodo de tiempo inaugurado por el primer censo de población moderno. 
Suecia puede considerarse estado pionero en la recopilación de datos estrictamente demográficos, puesto que desde 1750 registra los nacimientos y las defunciones. Estados Unidos elaboró el primer censo de población en 1790. Y a lo largo del siglo XIX, varios países europeos establecieron censos regulares de población.

## La serie estadística en España
En España el primer censo de población de la serie estadística se hizo en 1857, elaborado de acuerdo con las normas modernas. Tres años después, en 1860, se  hizo una especie de reedición con las correcciones oportunas, y sobre todo con detalles importantes como los núcleos de poblamiento de los municipios, datos de edificios... 
La creación en 1870 del Instituto Geográfico y Estadístico supuso que este organismo oficial se encargara de elaborar los censos de población, que durante el resto del siglo XIX continuaron realizándose los años acabados en siete: 1877, 1887 y 1897. Una ley de 1887 estableció que los censos se hicieran cada diez años. 
A pesar de todo, en el contexto de la pérdida de los restos del antiguo imperio colonial (1898), en el año 1900 se realizó un nuevo censo de población, a la vez que el Estado establecía que los censos se hiciesen los años acabados en cero. Así, los siguientes censos fueron los de 1910, 1920, 1930, 1940, 1950, 1960 y 1970. Cabe señalar, sin embargo, que el censo de 1940 es muy irregular y poco fiable por el deseo de las autoridades franquistas de esconder parte de las enormes pérdidas humanas generadas por la guerra civil española.   
Para ajustar la realización de los censos al comienzo real de las décadas, desde el año 1981 los censos españoles se hacen los años acabados en uno: 1981, 1991, 2001 y 2011.